# Sepulturas (Oruro)
Sepulturas (auch: Teniente Bullán) ist eine Ortschaft im Departamento Oruro im Hochland des südamerikanischen Andenstaates Bolivien.

## Lage im Nahraum
Sepulturas liegt  in der Provinz Cercado und ist zentraler Ort des Cantón Teniente Bullain im Municipio  Paria. Die Ortschaft liegt auf einer Höhe von 3768 m am Ufer des nach Westen fließenden Río Pallka Mayo, der in der Ebene des Uru-Uru-Sees südöstlich von Oruro versickert.

## Geographie
Sepulturas liegt am östlichen Rand des bolivianischen Altiplano vor dem Höhenzug der Serranía de Sicasica. Das Klima ist geprägt durch ein typisches Tageszeitenklima, bei dem die Temperaturschwankungen zwischen Tag und Nacht größer sind als zwischen den Jahreszeiten.
Die Jahresdurchschnittstemperatur der Region liegt bei etwa 10 °C (siehe Klimadiagramm Oruro), wobei die Monatsdurchschnittswerte zwischen 6 °C im Juni/Juli und 14 °C im November schwanken. Der Jahresniederschlag liegt bei niedrigen 400 mm, mit einer ausgeprägten Trockenzeit von April bis November mit Monatswerten unter 20 mm, und einer kurzen Feuchtezeit von Dezember bis Februar mit monatlich etwa 80 mm.

## Verkehrsnetz
Sepulturas liegt in einer Entfernung von elf Straßenkilometern östlich von Oruro, der Hauptstadt des Departamentos.
Durch Oruro führt die asphaltierte Nationalstraße Ruta 1, die von peruanischen Grenze im Norden das ganze Hochland durchquert und im Süden an der Grenze zu Argentinien endet. Am östlichen Ortsausgang von Oruro zweigt von der Ruta 1 eine Landstraße in östlicher Richtung ab und erreicht Sepulturas elf Kilometer vom Stadtzentrum Oruros entfernt.

## Bevölkerung
Die Einwohnerzahl der Ortschaft ist in dem Jahrzehnt zwischen den beiden letzten Volkszählungen um ein Zehntel zurückgegangen:
| Jahr | Einwohner         | Quelle       |
| ---- | ----------------- | ------------ |
| 1992 | keine Detaildaten | Volkszählung |
| 2001 | 371               | Volkszählung |
| 2012 | 341               | Volkszählung |
| 2024 |                   | Volkszählung |

Die Region weist einen deutlichen Anteil an Quechua-Bevölkerung auf, im Municipio Paria sprechen 93,1 Prozent der Bevölkerung Quechua.